# Outbreakband
Die Outbreakband ist eine christliche Band, die 2007 gegründet wurde. Die Band ist ein Resultat diverser Jugendevents des Glaubenszentrums Bad Gandersheim und leitet ihren Namen von dem Event „Outbreak“ ab. Neben festen Events spielt sie auch auf anderen Jugendkonferenzen, Worship Nights oder auch Festivals in Deutschland, Österreich, der Schweiz, Italien, den Niederlanden und Paraguay.

## Geschichte
Im Frühjahr 2007 wurde eine Jugendfreizeit des Glaubenszentrums wieder neu aufgelegt. Zu diesem Anlass sollte der heutige Bandleader Juri Friesen eine Band zusammenstellen. Die späteren Mitglieder der Kernband um Stefan Schöpfle, Samuel Weber, Mia Friesen und Benni Schuhmacher waren bereits als Helfer der Freizeit angemeldet. Nachdem sich die Band um Ostern 2007 herum formiert hatte, wurde sie immer häufiger gebucht. Ihre erste Live-CD nahmen sie auf dem Outbreak 2008 (Christlicher Jugendtag mit Gottesdienstcharakter) mit dem Albumtitel In deinem Licht auf. Zu diesem Anlass stieß Pala Friesen, Juri Friesens Bruder, zu der Band. Später im Jahr kam auch Jonathan Schiffelbein an der E-Gitarre dazu, der bis zum Sommer 2011 prägend mitwirkte.
Bis zu diesem Zeitpunkt hat die Outbreakband sieben Live-Alben, drei Remix-Alben, sieben EPs und zwei Studio-Alben veröffentlicht. Drei der Live-Alben in Zusammenarbeit mit „Glaubenszentrum Live“. Die Band hatte inzwischen viele Bandmitglieder, aber die Kernband um Juri Friesen, Mia Friesen, Pala Friesen und Stefan Schöpfle hat sich nicht verändert. Beispiele für Lieder der Outbreakband sind Mittelpunkt, Die Liebe des Retters und Ewigkeit.
Im Sommer 2015 löste sich die Band als Arbeitsbereich des Glaubenszentrums ab und wurde ein eigenständiges Musikprojekt.

## Erfolge
- 2013 wurde der Band die bedeutendste Auszeichnung der evangelikal orientierten, modernen christlichen Musikszene im deutschsprachigen Europa, der David Award für den „Künstler des Jahres 2012“ verliehen.[3]
- Die Live-CD Das ist unser Gott erreichte eine Platzierung in den deutschen iTunes-Album-Charts (Platz 23 (7. Juli 2014)).
- Die Studio-CD Atmosphäre erreichte in den deutschen iTunes-Album-Charts Platz 11 (13. Januar 2018).
- Im Jahr 2025 erreichten die O’Bros mit ihrem Album To Be Honest in der 14. Kalenderwoche den ersten Platz der offiziellen deutschen Albumcharts. An dem Erfolg war auch die Outbreakband mitbeteiligt, die gemeinsam mit den O’Bros die auf dem Album enthaltene Single Ewigkeit veröffentlichte.

## Diskografie
Alben 
- 2008: In deinem Licht (Live)
- 2009: Alles drin (Live)
- 2010: Alles drin Remix
- 2010: Die Liebe des Retters (Live) (in Zusammenarbeit mit Glaubenszentrum Live. Special Guest: Anja Lehmann)
- 2011: Real Love (Live)
- 2012: Gott und König (Live) (in Zusammenarbeit mit Glaubenszentrum Live. Special Guest: Thomas Enns)
- 2014: Das ist unser Gott (Live) (in Zusammenarbeit mit Glaubenszentrum Live)
- 2016: Remixes & Makeovers
- 2017: Eins (Live) (Best of 10 Years – Live on Tour, Special Guest: Florence Joy, Marco Michalzik, Flo Stielper, Mishka Mackova und Rowan Johnson)
- 2018: Atmosphäre (Erstes Studioalbum)
- 2018: Atmosphäre (Akustik Sessions)
- 2020: Atmosphäre (All the Remixes)
- 2022: Jesus (Studioalbum, Special Guest: Urban Life Worship, Amy Jakucs und Samuel Harfst)

 EPs 
- 2014: Louder Than Before
- 2018: Atmosphäre Remix EP1
- 2019: Atmosphäre Remix EP2
- 2021: Zuerst geliebt
- 2021: Freue dich Welt (Gemeinsam mit YADA-Worship und den O’Bros)
- 2023: Jesus Akustik
- 2024: Ewigkeit - Around The Globe EP

 Singles 
- 2013: Frei sein Radio Edit (Singleauskopplung aus dem Gott und König Album, nur digital)
- 2014: Frei sein Remix (Singleauskopplung aus dem Gott und König Album, nur digital)
- 2018: Wie im Himmel
- 2020: Oh am Kreuz Akustik
- 2020: Ewigkeit
- 2020: Ewigkeit Akustik
- 2020: Solange ich leb
- 2022: Schöpfer aller Himmel
- 2022: Friede wie ein Strom
- 2022: Oase
- 2022: Der Ausweg
- 2022: Ich laufe zum Vater (Gemeinsam mit Urban Life Worship)
- 2024: Die Kraft vom Kreuz
- 2024: Frei! (Gemeinsam mit Urban Youth Worship)
- 2025: Ewigkeit (mit O’Bros)